# Pikanchi Double
"Pikanchi Double" (PIKA★★NCHI DOUBLE?) es el decimosegundo sencillo de la boy band japonesa Arashi que fue lanzado el 18 de febrero de 2004. Fue lanzado en dos ediciones una edición normal que contiene las versiones en karaoke de todas las canciones del sencillo y una edición limitada con una portada de lujo y una pista adicional. Pikanchi Double es el tema principal de la película del grupo, Pikanchi: Life is Hard Dakara Happy. También se le considera como una secuela del primer sencillo Pikanchi. A pesar de tener la más baja venta de todos los sencillos de Arashi, debutó en el puesto número uno en las listas Oricon, con una semana de ventas iniciales de 89 106 copias

## Información del sencillo

### "Pikanchi Double"
- Letras: Spin
- Letras del Rap: Sakurai Sho
- Compuesto por: Yasukai Morimoto

### "Gori Muchu"
- Letras: Yōji Kubota
- Letras del Rap: Sakurai Sho
- Compuesto por: Hiro Ooyagi

### "Michi Double Version"
- Letras: Masahiko Kawahara
- Compuesto por: Yo Tsuji

## Lista de pistas
- Edición Normal Lista de pistas

| Pista # | Título de pista                                           | Duración |
| ------- | --------------------------------------------------------- | -------- |
| 1       | "Pikanchi Double" ("PIKA★★NCHI Double")                   | 4:41     |
| 2       | "Gori Muchu" ("五里霧中")                                 | 4:02     |
| 4       | "Pikanchi Double" (Karaoke) ("PIKA★★NCHI Double"カラオケ) | 4:41     |
| 5       | "Gori Muchu" (Karaoke) ("五里霧中"カラオケ)               | 4:02     |

- Edición Limitada Lista de pistas

| Pista # | Título de pista                                           | Duración |
| ------- | --------------------------------------------------------- | -------- |
| 1       | "Pikanchi Double" ("PIKA★★NCHI Double")                   | 4:41     |
| 2       | "Gori Muchu" ("五里霧中")                                 | 4:02     |
| 3       | "Michi Double Version" ("道" Double Ver.)                 | 4:41     |
| 4       | "Pikanchi Double" (Karaoke) ("PIKA★★NCHI Double"カラオケ) | 4:41     |
| 5       | "Gori Muchu" (Karaoke) ("五里霧中"カラオケ)               | 4:02     |